# Intensité énergétique (physique)
Pour les articles homonymes, voir Intensité énergétique.
L’intensité énergétique est une grandeur radiométrique qui est la mesure de la puissance (ou flux énergétique) d'un rayonnement électromagnétique émise par une source quasi-ponctuelle, par unité d'angle solide, dans une direction donnée. Son unité dans le Système international d'unités est le watt par stéradian (W sr−1).
Cette grandeur sert à définir la candela, l'unité de mesure de son correspondant photométrique l'intensité lumineuse,.

## Définitions
L'intensité énergétique est obtenue par intégration sur une surface {\displaystyle \Sigma ({\vec {r}})} donnée de la luminance {\displaystyle L_{e}({\vec {r}},{\vec {\Omega }})} dans le cône {\displaystyle \mathrm {d} \Omega } autour de la direction {\displaystyle {\vec {\Omega }}_{0}}, :
{\displaystyle I_{e}({\vec {\Omega _{0}}})=\int _{\Sigma }L_{e}({\vec {r}},{\vec {\Omega }}_{0})\,{\vec {\Omega }}_{0}\cdot {\vec {n}}({\vec {r}})\,\mathrm {d} \Sigma }
{\displaystyle {\vec {r}}} désigne la variable d'espace et {\displaystyle {\vec {n}}} la normale locale à la surface {\displaystyle \Sigma }.
C'est donc la puissance par unité d'angle solide émise dans la direction {\displaystyle {\vec {\Omega }}_{0}} par un faisceau dont la taille est celle de la surface émettrice.
Cette notion sert généralement pour étudier les phénomènes lointains, c'est-à-dire lorsque la distance à la source est grande par rapport à la taille de celle-ci, sous réserve d'une régularité angulaire de la luminance (pas de variation notable pour un faible écart angulaire). On parle alors de source quasi-ponctuelle (et non de source ponctuelle car cette dernière correspondrait à une luminance infinie).
Un cas particulier est celui d'une surface homogène générant un rayonnement isotrope. Dans ce cas {\displaystyle L_{e}({\vec {r}},{\vec {\Omega }}_{0})=L_{0}} et
{\displaystyle I_{e}({\vec {\Omega _{0}}})=A\,L_{0}\,,\quad A=\int _{S}{\vec {\Omega }}_{0}\cdot {\vec {n}}\,\mathrm {d} S}
A est l'aire de la surface projetée sur un plan perpendiculaire à {\displaystyle {\vec {\Omega }}_{0}}. Ceci suppose l'absence de parties cachées et donc une surface convexe de forme quelconque.

## Relations entre intensité énergétique et flux énergétique
Pour une source donnée {\displaystyle L_{e}({\vec {r}},{\vec {\Omega }}_{0})} on peut écrire le flux énergétique pour la luminance énergétique {\displaystyle L_{e}({\vec {r}},{\vec {\Omega }}_{0})} en fonction de  {\displaystyle I_{e}({\vec {\Omega _{0}}})} par simple permutation des signes somme :
{\displaystyle {\begin{array}{rcl}\Phi _{e}&=&\int _{\Sigma }\int _{S^{2}}L_{e}({\vec {r}},{\vec {\Omega }}_{0})\,{\vec {\Omega }}_{0}\cdot {\vec {n}}({\vec {r}})\,\mathrm {d} \Omega \,\mathrm {d} \Sigma \\[0.6em]&=&\int _{S^{2}}\int _{\Sigma }L_{e}({\vec {r}},{\vec {\Omega }}_{0})\,{\vec {\Omega }}_{0}\cdot {\vec {n}}({\vec {r}})\,\mathrm {d} \Sigma \,\mathrm {d} \Omega \\[0.6em]&=&\int _{S^{2}}I_{e}({\vec {\Omega }}_{0})\,\mathrm {d} \Omega \end{array}}}
{\displaystyle \Phi _{e}} est un scalaire qui est le résultat d'une intégration sur un angle solide fini et ne dépend donc pas de {\displaystyle \Omega _{0}}. Corrélativement il existe donc une infinité d'intensités qui donnent un même flux.
Dans le cas particulier d'une intensité constante {\displaystyle I_{0}} on a :
{\displaystyle \Phi _{0}=I_{0}\int _{S^{2}}\mathrm {d} \Omega =4\pi I_{0}}
On trouve dans certaines références les expressions {\displaystyle \mathrm {d} \Phi _{e}=I_{e}\mathrm {d} \Omega } ou {\displaystyle I_{e}={\frac {\mathrm {d} \Phi _{e}}{\mathrm {d} \Omega }}} voire {\displaystyle I_{e}={\frac {\partial \Phi _{e}}{\partial \Omega }}} qui n'ont pas de sens mathématique car {\displaystyle I_{e}({\vec {\Omega }}_{0})} est une distribution et {\displaystyle \mathrm {d} \Omega } et {\displaystyle \mathrm {d} \Phi _{e}} des scalaires : elles sont donc inhomogènes. Elles supposent implicitement et parfois explicitement que l'on peut calculer l'intensité à partir du flux, ce qui constitue un non-sens.

## Unités
L'unité est le watt par stéradian (W sr−1) lorsque l'intensité énergétique est relative à l'ensemble du spectre.
L'intensité énergétique spectrale est une distribution statistique {\displaystyle I_{p}} de l'intensité relative à un intervalle du spectre mesuré par la quantité {\displaystyle p} (fréquence, longueur d'onde, nombre d'onde, énergie, etc.). L'unité correspondante sera donc le {\displaystyle \mathrm {W\,sr^{-1}\,p^{-1}} }. Sa valeur numérique est dépendante du choix de {\displaystyle p} mais {\displaystyle I_{p}\mathrm {d} p} ne dépend pas du choix effectué : cela représente l'intensité dans l'intervalle {\displaystyle \mathrm {d} p}.

## Mesure

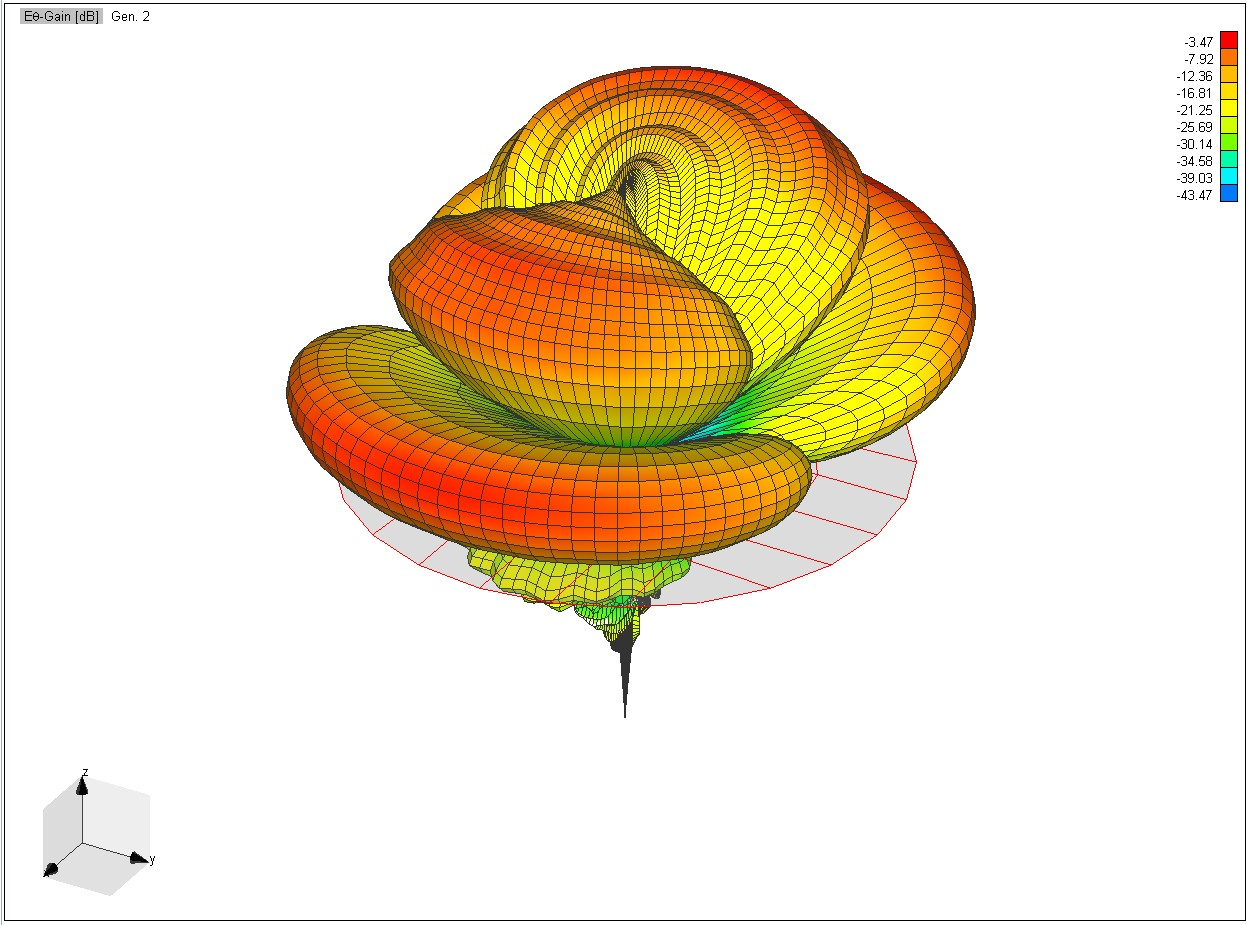
Diagramme de rayonnement d'une antenne.

La mesure est une opération complexe puisqu'elle doit être faite à une distance suffisante, couvrir toute la sphère (ou au moins la partie intéressante de celle-ci) et éventuellement tout le spectre du rayonnement.
La représentation graphique d'une telle mesure est un diagramme de rayonnement.